# Меморіальні та анотаційні дошки Дрогобича
Список меморіальних та анотаційних дощок Дрогобича.

## Меморіальні (пам'ятні) та анотаційні дошки
| Кому                                                       | Зображення | Розташування                                                                     | Текст на меморіальній дошці | Інформація | Дата встановлення |
| ---------------------------------------------------------- | ---------- | -------------------------------------------------------------------------------- | --- | ---------- | ----------------- |
| Байраку Віталію                                            |            | вул. Стрийська, 1                                                                | У дрогобицькій тюрмі помер як мученик за віру о. Віталій Байрак ЧСББ 24.II.1907 — 16.V.1946 Похований «На Бригідках» Проголошений блаженним у 2001 році папою Іваном Павлом II                                                            |            |                   |
| -                                                          |            | вул. І. Франка, 24. На корпусі інституту фізики, математики та інформатики ДДПУ. | Перехожий! Зупнись на мить і схили голову. Тут у 1941 році містилася катівня НКВС. Кров'ю невинних замордованих синів і дочок Дрогобиччини просякнуті мури цього будинку. Вона волає справедливості!                                      |            |                   |
| -                                                          |            | на залізничному вокзалі                                                          | В цьому приміщенні в 1943 р. при німецькій окупації знаходився газетний кіоск і конспіративна квартира Проводу ОУН-УПА с. Раневичі. |            |                   |
| -                                                          |            | на тротуарі вулиці Шевченка між готелем «Тустань» і костелом святого Варфоломія  | На цьому місці 19.XI.1942 р. був застрелений гестапівцем ВЕЛИКИЙ МИСТЕЦЬ ДРОГОБИЧАНИН БРУНО ШУЛЬЦ |            |                   |
| На честь шостої річниці встановлення національного прапора |            | Дрогобицька ратуша                                                               | 2 квітня 1990 р. рішенням I сесії Дрогобицької міської ради народних депутатів і демократичного скликання над будинком міської ратуші навічно піднято національний /державний/ синьо-жовтий прапор України Дошку встановлено 2.IV.1996 р. |            |                   |
| -                                                          |            | на стіні дзвіниці костелу святого Варфоломія в Дрогобичі                         | Восени 1648 року в Дрогобичі селянсько-козацькі загони та повсталі мешканці міста і навколишніх сіл розгромили польсько-шляхетські війська і визволили місто                                                                              |            |                   |